# Krunoslav Lovrek
Krunoslav Lovrek (Varaždin, 11 september 1979) is een Kroatisch voetballer die bij voorkeur als aanvaller speelt. Hij verruilde in augustus 2013 Sydney FC voor NK Croatia Sesvete. Tussen juli 2005 en januari 2006 speelde hij zeven wedstrijden voor Lierse SK, dat hem weghaalde bij Hajduk Split.